# Gian Girolamo Albani
Gian Girolamo Albani (ur. 3 stycznia 1504 w Bergamo, zm. 15 kwietnia 1591 w Rzymie) – włoski kardynał.

## Życiorys
Urodził się 3 stycznia 1504 roku w Bergamo, jako syn Francesca Albaniego. Studiował na Uniwersytecie Padewskim, gdzie uzyskał doktorat z prawa cywilnego. Poślubił Laurę Longhi, z którą miał syna Giovanniego Battistę i córkę Giulię. Po śmierci żony wstąpił do stanu duchownego i został protonotariuszem apostolskim. 17 maja 1570 roku został kreowany kardynałem prezbiterem i otrzymał kościół tytularny San Giovanni a Porta Latina. Zmarł 15 kwietnia 1591 roku w Rzymie.